# Economia dell'Estonia
Con un PIL stimato in poco più di 27 miliardi di euro nel 2020, l'economia dell'Estonia è la terza economia più piccola dell'Unione europea, dopo Malta e Cipro. In termini procapite ed a parità dei poteri di acquisto, il PIL estone è pari al 64% della media europea.
L'Estonia aderisce all'Unione europea dal 2004 ed ha adottato l'euro come propria moneta a partire dal 1º gennaio 2011.

## Crescita economica
A partire dal 1995 e fino al 2007 l'Estonia ha registrato elevatissimi tassi di crescita del Prodotto Interno Lordo, compresi tra il 5 ed il 12%, con la sola eccezione del 1999 (-0,3%). Tale impetuosa crescita è stata bruscamente interrotta dalla crisi economica mondiale che ha colpito il Paese baltico in modo durissimo sia nel 2008 sia nel 2009, quando il PIL è diminuito di quasi il 14% dopo il già pesante -5% dell'anno precedente. Nei due anni successivi l'Estonia ha ripreso a crescere abbastanza velocemente, anche se il Prodotto Interno Lordo resta nel 2011 di oltre un decimo inferiore rispetto al 2007.
Nel complesso, tra il 1995 ed il 2010 il PIL pro-capite dell'Estonia a parità di potere d'acquisto è passato dal 35 al 64% della media europea, la performance migliore rispetto agli altri Paesi dell'Europa orientale che partivano da un simile livello (Bulgaria, Lettonia, Lituania e Romania)

## Struttura economica
Le attività economiche prevalenti attengono al settore terziario: servizi, consulenza, finanza e turismo che soprattutto a Tallinn hanno contribuito al rapido sviluppo economico della capitale e poi del Paese.
(famosi per la coltivazione di mirtilli)
Una delle principali fonti occupazionali è la compagnia di navigazione Tallink operante in Estonia, Finlandia, Svezia e Germania.
Importante è anche l'attività industriale, composta prevalentemente da molte piccole e medie aziende; delle grandi fabbriche sorte negli anni dell'occupazione sovietica, una sorta di industrializzazione forzata mirata allo sfruttamento delle risorse locali estoni, sono rimaste solo alcune aziende storiche operanti nel settore metallurgico, nel settore dolciario e nel tessile.
Il capitale straniero, in maggior parte finlandese e scandinavo, è invece stato l'artefice dell'arrivo di colossi tecnologici delle telecomunicazioni (in questo paese è stato creato il sistema Skype) e l'impianto di nuovi stabilimenti produttivi.

Logo del sistema Skype, nato in Estonia

In ambito finanziario è da rilevare l'ingresso nell'euro a partire dal 1º gennaio 2011.

### Industria
Il settore secondario (l'industria) ha iniziato la ripresa nel 1996 ed è cresciuto ad una media del 6% circa annuale. Poche industrie predominano il settore. Negli ultimi anni i governi centrali hanno cercato di facilitare la fondazione di nuove imprese e il miglioramento delle piccole e medie.
La forza del settore industriale sta ancora nell'intensità del lavoro e nei settori a basso valore aggiunto (lavorazione di prodotti alimentari, del legname per produzione di mobili, prodotti tessili), ma la qualità tecnologica sta sempre più diventando un vantaggio competitivo per l'Estonia.
L'ingresso nell'Unione europea ha messo in evidenza il problema della ristrutturazione dei macchinari, delle ferrovie, e degli equipaggiamenti elettrici esistenti.

### Materie prime
Sul fronte delle materie prime, l'Estonia è ricca di scisti bituminosi, sfruttati soprattutto nella regione di Ida-Virumaa come fonte di energia per scopi civili (centrali termoelettriche) e militari, durante il periodo sovietico.
Oltre agli scisti bituminosi, dai quali è ricavabile anche il petrolio, si trovano anche giacimenti di metano e di fosforite utilizzati nell'industria petrolchimica.
La ricchezza di legname fece fiorire anche la produzione di mobili e di carta che tuttora sono comparti molto attivi (sono oltre 600 nel 2011, le aziende del mobile in Estonia), insieme al settore tessile e all'industria calzaturiera.

### Edilizia
Il settore edilizio ha avuto un declino nei primi anni novanta, ma si è ripreso insieme alle attività collegate di scavo ed estrazione. L'edilizia è stato uno dei settori più dinamici dell'economia negli ultimi anni, sebbene il boom edilizio sia concentrato nelle principali città. Vi è stata una crescita significativa di progetti per il miglioramento dei porti, riparazioni di strade e costruzioni di impianti di trattamento delle acque fognarie.
L'edilizia residenziale sta vivendo un periodo di stasi, dopo una crescita impetuosa. Le maggiori banche avevano aperto le borse concedendo ipoteche e prestiti. Il settore edilizio ha avuto un boom a partire dal 1998, e tra il 1999 e il 2002 ha avuto un alto tasso di crescita (tra il 6 e l'11%). La costruzione di edifici commerciali (vendita al dettaglio e all'ingrosso) è stata più dinamica di quella degli edifici residenziali, grazie alla costruzione di numerosi centri commerciali, fino al 2002. A partire dal 2003 si è assistito a una crescita esponenziale delle costruzioni residenziali, uno sviluppo rallentato dalla crisi economica mondiale.

### Turismo
È uno dei settori che ha ricevuto i maggiori interventi. Negli ultimi dieci anni numerose sono state le strutture alberghiere costruite e ristrutturate.
Dalle statistiche meno di un terzo di tutti gli ospiti stranieri esce fuori da Tallinn per visitare il resto del paese.
Tallinn è stata nominata dall'Unione europea, per il 2011, Capitale europea della cultura.
Pärnu è la maggiore località turistica balneare della nazione estone.
Tartu è la seconda città estone e principale centro universitario e culturale della nazione.
Saaremaa è l'isola maggiore, con le sue attrazioni naturali, paesaggistiche e con spa e beauty farm, mentre Ruhnu è la più distante e meno abitata.

### Finanza
Per quanto riguarda la finanza, l'economia estone si è conquistata un ruolo particolarmente attivo. Grazie ad un regime fiscale leggero, gli utili delle aziende non soggetti a tassazione, l'Estonia ha attratto i capitali di molte aziende straniere. La crisi dell'economia mondiale, nel 2009, ha innestato una brusca inversione di tendenza.
L'Economist riporta anche che l'Estonia ha vinto il premio più ambito ovvero il Golden Swot Award, in un articolo che ricalca i premi oscar dell'anno. Golden Swot Award, letteralmente è il "premio al secchione d'oro", ovvero per la nazione che meglio si è comportata a livello economico e sociale nel 2010.
La comunità economica internazionale ha fatto assegnare un livello A dalle agenzie di rating internazionali come Paese dove investire. Quindi l'ingresso nell'Euro ha avuto due dirette conseguenze: gli investitori potenziali si sentono più sicuri a fare investimenti nella nazione e la moneta è più stabile.

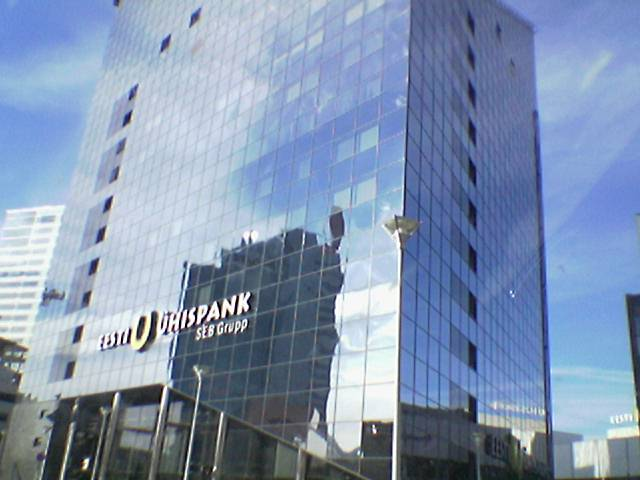
Sede della SEB - Banca d'Estonia

Il settore bancario vede come protagoniste le quattro maggiori banche scandinave (Swedbank, SEB Uhispank, Nordea e Sampo pank) che controllano il 97% dei depositi. I bassi tassi d'interesse e le aspettative esuberanti hanno causato la crescita del credito bancario al settore privato di oltre il 60% l'anno, fenomeno collegato soprattutto all'acquisto della proprietà immobiliare.
Dall'agosto 2004 opera a Tallinn una filiale della Banca HVB, appartenente al gruppo italiano UniCredit.
La borsa di Tallinn fa parte di OMX Exchanges che detiene anche le Borse di Svezia, Finlandia, Lettonia e Lituania.

## Commercio estero
L'economia dell'Estonia dipende fortemente dal commercio con l'estero. Infatti, nel 2010 la somma del valore delle esportazioni e delle importazioni era pari a circa il 120% del PIL.
Le esportazioni più importanti sono quelle di apparecchiature elettriche, legname e prodotti in legno, metalli, mobili, veicoli e componenti di veicoli, prodotti alimentari e plastiche. Tali esportazioni sono rivolte prevalentemente verso i Paesi vicini: Finlandia (18,5%), Svezia (17%), Russia (10,4%) e Lettonia (9,8%).
Le importazioni più consistenti sono invece nei settori delle apparecchiature elettriche, dei carburanti, dei prodotti chimici, dell'alimentare, delle plastiche e del tessile. Tali importazioni provengono in particolare dalla Finlandia (15,7%), dalla Germania (11,9%), dalla Svezia (11,6%) e dalla Lettonia (11,5%).
Fin dall'indipendenza, l'Estonia ha registrato profondi e crescenti disavanzi con l'estero, che hanno toccato il picco negativo (-17% del PIL) nel 2007, immediatamente prima della crisi, che invece portato ad un repentino riassorbimento del deficit, trasformatosi in un surplus di circa il 4,5% del PIL nel 2009. Nel 2011 il conto corrente era in avanzo per il 2,4% del PIL.

## Forza lavoro
La popolazione attiva dell'Estonia è costituita da circa 687.000 individui, con un tasso di attività del 73,8%, superiore alla media europea (71%). Oggi, il 3,5% dei lavoratori si dedica all'agricoltura, il 36% all'industria ed il 60,5% ai servizi. Nel 1992, tali percentuali erano rispettivamente il 13,4%, 42% e 44,6%. Il lavoro autonomo, che conta per l'8,3% del totale è relativamente poco diffuso rispetto agli altri Paesi dell'Unione (media UE del 15,4%).
I contratti a tempo determinato sono appena il 3,7%, tra i più bassi dell'Unione, contro una media europea del 14%.
Il tasso di disoccupazione è cresciuto fortemente negli anni novanta dal 6,5% del 1993 al 13,6% del 2000. Nel decennio successivo, si è invece verificata la tendenza opposta. Nel 2007 i disoccupati erano appena il 4,7%. La crisi cominciata nel 2008 ha tuttavia provocato un'impennata della disoccupazione che, dopo un picco del 16,9% nel 2010, si è attestata al 13,5% nel 2011. In oltre il 45% dei casi si tratta di disoccupazione di lungo termine. Da segnalare che in Estonia a differenza di molti altri Paesi europei, Italia inclusa, il tasso di disoccupazione femminile è inferiore a quello maschile.
Parallelamente, il tasso di occupazione è salito dal 60,4% del 2000 al 69,8% del 2008 per poi contrarsi fino a raggiungere il 61% nel 2010. La differenza tra il tasso di occupazione maschile e femminile è piuttosto contenuta (61,5% e 60,6% rispettivamente).

## Finanza pubblica
A partire dai primi anni Duemila, la spesa pubblica è gradualmente cresciuta da valore intorno al 35% del PIL fino a toccare il 39% nel 2008 e poi, a causa della crisi e della forte contrazione dell'economia, il 45% nei due anni successivi. Già nel 2011 è stata messa in atto una riduzione della spesa pubblica, scesa al 43% del Prodotto Interno Lordo.
Occorre evidenziare che le entrate dello Stato hanno sempre seguito da vicino l'andamento delle uscite, cosicché tra il 2001 ed il 2007 il bilancio dello Stato è risultato in media in surplus per l'1,8% del PIL. Anche durante la crisi, nel 2008 e nel 2009, il deficit non ha superato il 2%. Nel 2011, il bilancio è praticamente in pareggio (-0,06%). Per tale motivo, ed anche per via del recente restauro dell'indipendenza dell'Estonia, il debito pubblico è il più basso dell'Unione europea, essendosi sempre mantenuto tra il 3 ed il 9% del PIL, ed attestandosi nel 2011 al 6%.

## Inflazione
Negli anni immediatamente successivi al restauro dell'indipendenza dall'Unione sovietica, il Paese fu caratterizzato da un elevato tasso di inflazione, che tuttavia scese rapidamente nella seconda metà degli anni novanta, passando dal 47,6% del 1994 al 3,3% del 1999. Tra il 2000 ed il 2010 il tasso medio annuo di inflazione è stato di poco superiore al 4%. In particolare, dopo un minimo dell'1,34% nel 2003, l'inflazione è costantemente cresciuta superando il 10% nel 2008, per azzerarsi bruscamente (-0,08%) l'anno successivo a causa della fortissima crisi economica che colpì l'Estonia. Nel 2011, tuttavia, l'inflazione è risalita al 5,1%.
L'inflazione resta dunque un timore per la piccola nazione estone, che perciò spera nella recente entrata nell'area Euro, per una sua diminuzione.